# Joseph Walsh
Joseph Walsh   (Washington DC, 21 de setembre de 1895 - College Park, 6 de desembre de 1973) va ser un matemàtic nord-americà que va treballar principalment en el camp de l'anàlisi matemàtica. La funció de Walsh i el codi de Walsh - Hadamard porten el seu nom. El teorema de coincidència de Grace - Walsh - Szegő és molt important en l'estudi de la localització de les arrels de polinomis multivariants.
El 1936 va ser membre de l'Acadèmia Nacional de Ciències i des de 1949 fins a 1951 va ser president de la Societat Americana de Matemàtiques. En total, va publicar 279 articles de recerca i set llibres i va dirigir 31 estudiants de doctorat.
La major part de la seva carrera professional la va fer a la Universitat Harvard. Com a estudiant es va graduar el 1916 i es va doctorar el 1920. Va començar a treballar com a professor de Harvard i el 1935 ja va ser professor a temps complet.
Amb dues beques diferents que va poder estudiar a París amb Paul Montel (1920 - 1921) i a Múnic amb Constantin Carathéodory (1925 - 1926). De 1937 a 1942 va exercir com a director del seu departament a Harvard.
Durant la Segona Guerra Mundial va servir com a oficial en la marina dels Estats Units i va ser ascendit a capità al final de la guerra. Després del seu retir de la Universitat Harvard, el 1966, va acceptar un lloc a la Universitat de Maryland, on va seguir treballant fins a uns pocs mesos abans de la seva mort.

## Aportacions Científiques

### Artícles
- J. L. Walsh. "Notes on the location of the critical points of Green's function". Bull. Amer. Math. Soc. 39 (10) 775–782. 1936. DOI:10.1090/S0002-9904-1933-05736-1.
- J.. L. Walsh; T. S. Motzkin. "On the derivative of a polynomial and Chebyshev approximation". Proc. Amer. Math. Soc. 4 (1) 76–87. 1953. DOI:10.1090/s0002-9939-1953-0060640-x.
- J. L. Walsh; J. P. Evans. "On the location of the zeros of certain orthogonal functions". Proc. Amer. Math. Soc. 7 (6) 1085–1090. 1956. DOI:10.1090/s0002-9939-1956-0083550-3.
- J. L. Walsh; L. Rosenfeld. "On the boundary behavior of a conformal map". Trans. Amer. Math. Soc. 81 (1) 49–73. 1956. DOI:10.1090/s0002-9947-1956-0076037-x.
- J. L. Walsh. "A generalization of Fejér's principle concerning the zeros of extremal polynomials". Proc. Amer. Math. Soc. 14 (1) 44–57. 1963. DOI:10.1090/s0002-9939-1963-0150270-x.
- J. L. Walsh; J. H. Ahlberg; E. N. Nilson. "Fundamental properties of generalized splines". Proc Natl Acad Sci U S A 52 (6) 1412–1419. 1964. DOI:10.1073/pnas.52.6.1412.
- J. L. Walsh; J. H. Ahlberg; E. N. Nilson. "Convergence properties of generalized splines". Proc Natl Acad Sci U S A 54 (2) 344–350. 1965. DOI:10.1073/pnas.54.2.344.
- J. L. Walsh; J. H. Ahlberg; E. N. Nilson. "Complex cubic splines". Trans. Amer. Math. Soc. 129 (3) 391–413. 1967. DOI:10.1090/s0002-9947-1967-0217484-x

### Llibres
J. L. Walsh. “Interpolation and Approximation by rational functions in the complex domain” AMS Colloquium Publications (5th Ed 1969)
J. L. Walsh. “The Location of critical points of analytic and harmonic functions” AMS Colloquium Publications 1950
J. L. Walsh; J. H. Ahlberg; E. N. Nilson: “The theory of Splines and their Applications” Academic Press 1967, ISBN 0-12-044750-9

## Altres enllaços
- O'Connor, J. J.; Robertson, E. F. "Joseph L. Walsh" a McTutor History of Mathematics archive, University of St Andrews
- Joseph L. Walsh a Mathematics Genealogy Project
- Marden M. Joseph L. Walsh in Memoriam a Bulletin of the American Mathematical Society, 81 (1), 45-65. 1975
- "Bibliography of Joseph Leonard Walsh" a J. Approx. Theory 5: xvii–xxviii. 1972. DOI:10.1016/0021-9045(72)90025-1